# Thames Embankment

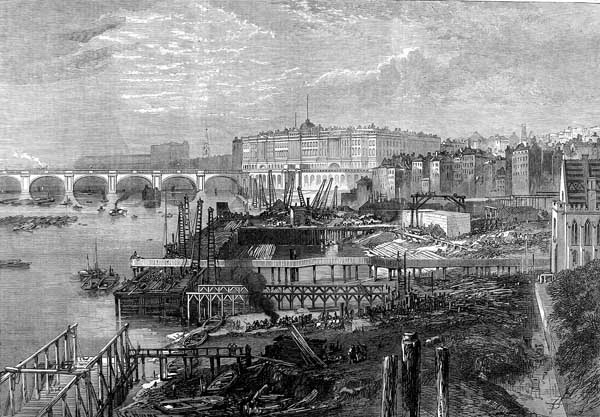
Le Thames Embankment au début des travaux en 1865.

Le Thames Embankment est un vaste plan d'ingénierie civile mis en œuvre au XIXe siècle dans le centre de Londres, comprenant des digues et des quais construits sur les berges de la Tamise.
D'une façon plus générale, l'embankment renvoie à l'histoire de la conquête par les habitants de Londres, des urbanistes, des politiques comme des promoteurs, des berges et rivages sablonneux et sujets aux mouvements de la marée, et donc à l'aménagement des bords de la Tamise. La première fois qu'une telle idée est proposée remonte aux années 1660, l'architecte Christopher Wren en est l'auteur : Londres traversait une crise urbaine, c'est l'époque du « grand incendie » (1666).
Il faut attendre 1824 pour que Frederick Trench (1775-1859), ancien militaire aide de camp de George IV, n'élabore un nouveau projet appelé Trench's Terrace, et qui vise l'endiguement des rives situées entre  Blackfriars et Charing Cross. Le Parlement britannique bloque le projet, car la plupart des riverains protestent.
Dans les années 1830, le peintre John Martin imagine pour les berges de la Cité de Londres un quai aménagé incluant le réseau d'un énorme égout collecteur.
En janvier 1842 les élus de la City finissent par approuver le plan d'urbanisme de l'ingénieur civil James Walker mais le gouvernement là encore renonce à l'imposer aux riverains. 
En 1854, les travaux du Chelsea Embankment (en) démarrent sous la pression du gouvernement : la rive qui va de Chelsea Hospital à Millbank devient un véritable chantier. Le concepteur de ce premier plan d'aménagement général des berges du centre de Londres est Joseph Bazalgette qui travaille avec le Metropolitan Board of Works à partir de 1855, afin de donner à la ville un système d'égouts modernes. Trois ans plus tard, c'est l'été dit de la « Grande Puanteur » (1858), résultat catastrophique d'une gestion des eaux usées quasiment inexistante : vue l'explosion urbaine, la Tamise est un cloaque et ses rives une poubelle.
En 1865 commencent les travaux du Victoria Embankment, au niveau du Palais de Westminster.
Entre 1866 et 1869 est aménagée une partie des berges situées sur la rive sud de la Tamise, en face du Victoria Embankment ; elles sont appelées Albert Embankment. 
Les travaux sont terminés en 1874 : de cette époque date aussi le recouvrement de la plupart des affluents de la Tamise situés dans cette zone.